# Ceratozamia miqueliana

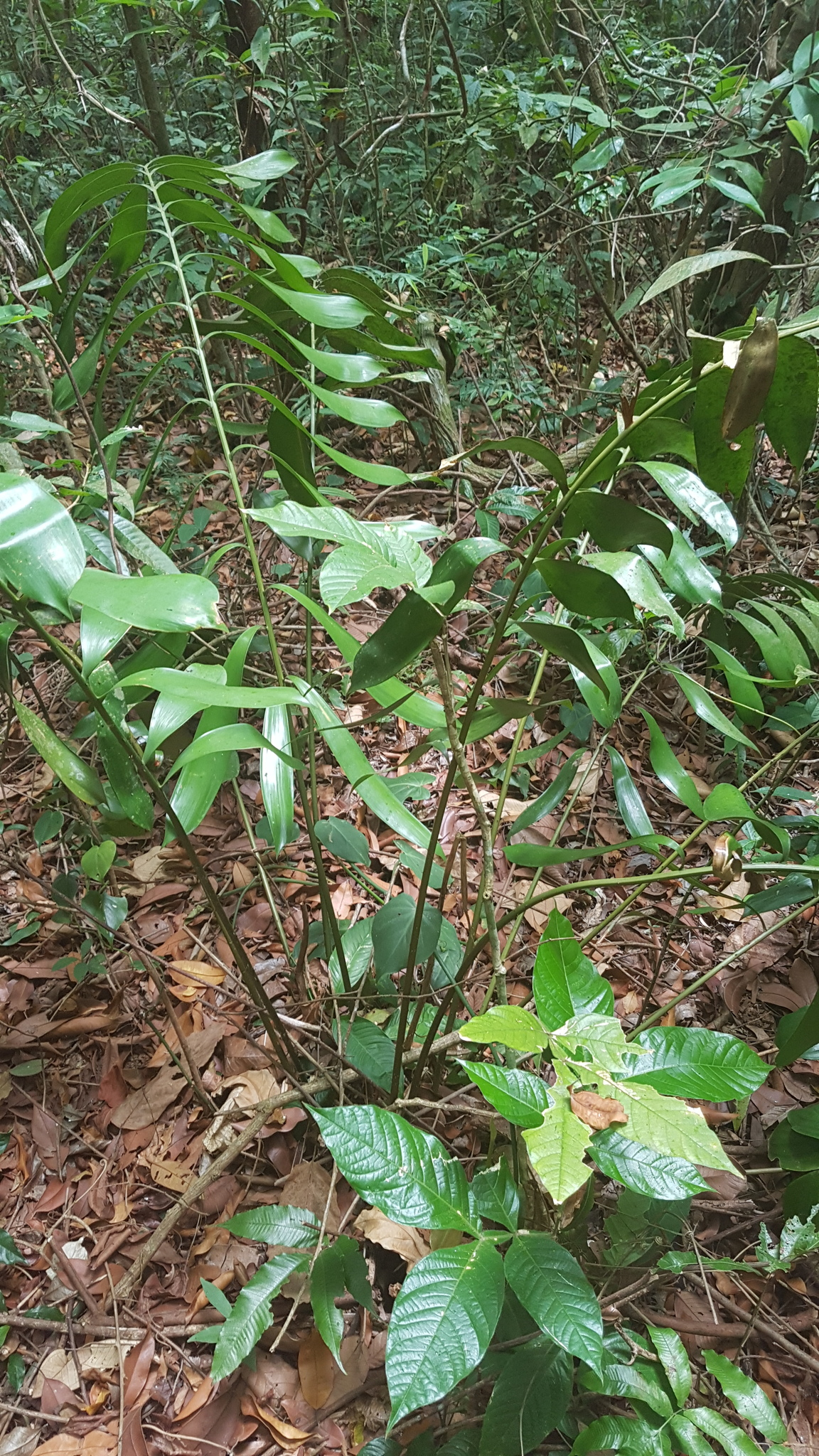
Ceratozamia miqueliana en su hábitat natural.

Ceratozamia miqueliana es una planta endémica de México, pertenece a la familia Zamiaceae. Su hábitat natural son los bosques húmedos de tierras bajas tropicales o subtropicales. Está amenazada por la pérdida de hábitat.

## Descripción
Ceratozamia miqueliana es una planta de gran tamaño, los tallos alcanzan hasta un metro de longitud y las hojas más de 2 metros y medio de largo. Las hojas forman una corona densa de hojas  verdes y brillantes en forma ascendente. Cada planta produce entre 5 y 11 hojas al año. Hojas de vernación circinada, cuando se desarrollan por completo muestran un color verde claro cuyos abundantes tricomas le confieren una apariencia azul-grisácea. Los folíolos de las hojas de hasta 8.5 cm de ancho y hasta 26 cm de largo, de forma oblonga y consistencia papirácea (similar al papel). Debido a que los individuos juveniles son muy diferentes a los adultos, se observa más de una forma al interior de las poblaciones. A diferencia de los adultos, los ejemplares jóvenes poseen folíolos oblanceolados.

## Distribución y hábitat
Es endémica del sureste de México, crece en Chiapas, Tabasco y Veracruz en tierras bajas de selvas tropicales perennifolias de 10-1000 m sobre el nivel del mar.

## Conservación
Se considera en peligro según los criterios A B y C. La población ha disminuido drásticamente por la destrucción de su hábitat, se estimaba que el 95% de su hábitat había sido destruido en aproximadamente tres generaciones y estaba extinta al menos en una localidad, por ello estaba clasificada como en peligro crítico (CR). Sin embargo, Carvajal-Hernández et al (2020) identificaron más localidades en zonas menos afectadas por la pérdida de hábitat, incluso algunas están dentro de áreas protegidas por lo que la disminución por pérdida de hábitat al ser menor de lo que se creía, la evaluación del criterio A es en riesgo (EN). La población conocida sigue siendo menor, al rededor de 600-800 especímenes maduros divididos en 10 grupos de los cuales solo 2 tienen más de 200 ejemplares en cualquier etapa de desarrollo, ningún grupo tiene más de 250 ejemplares maduros, quedando como en peligro (EN) según el criterio C2a(i). El criterio B2ab(iii,v) también queda en peligro (EN) por habitar en un área de 76 km² y tener una distribución muy fragmentada en poblaciones aisladas, pérdida de calidad en los hábitats y disminución de individuos maduros.

## Taxonomía
Descrita por primera vez por Hermann Wendland en Index Palmarum en 1854 como Ceratozamia miqueliana en honor al botánico Friedrich Anton Wilhelm Miquel.«Ceratozamia miqueliana H.Wendl.». Plants of the World Online. Compartido en línea por el Real Jardín Botánico de Kew. 2025. Consultado el 24 de mayo de 2025.

## Galería

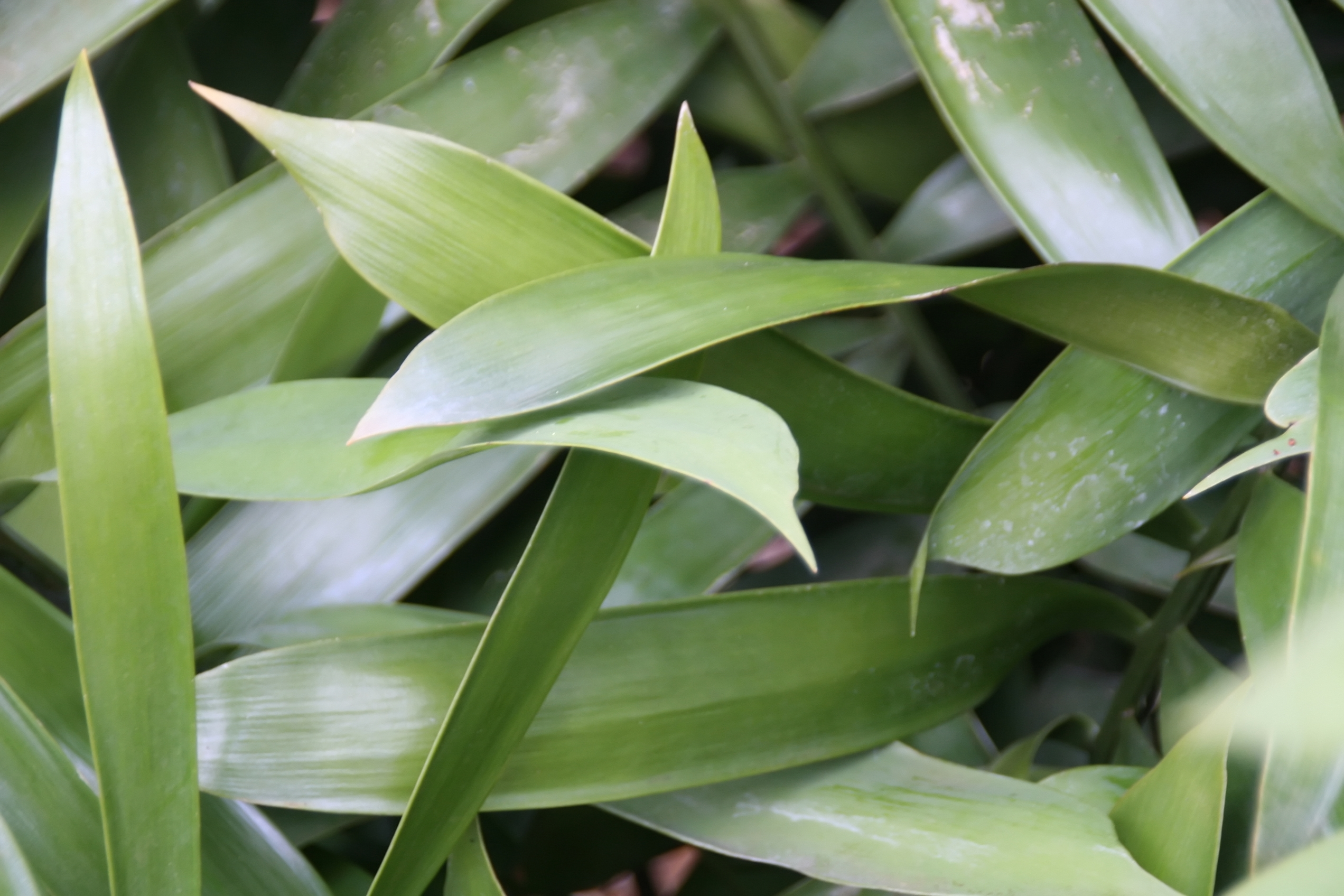
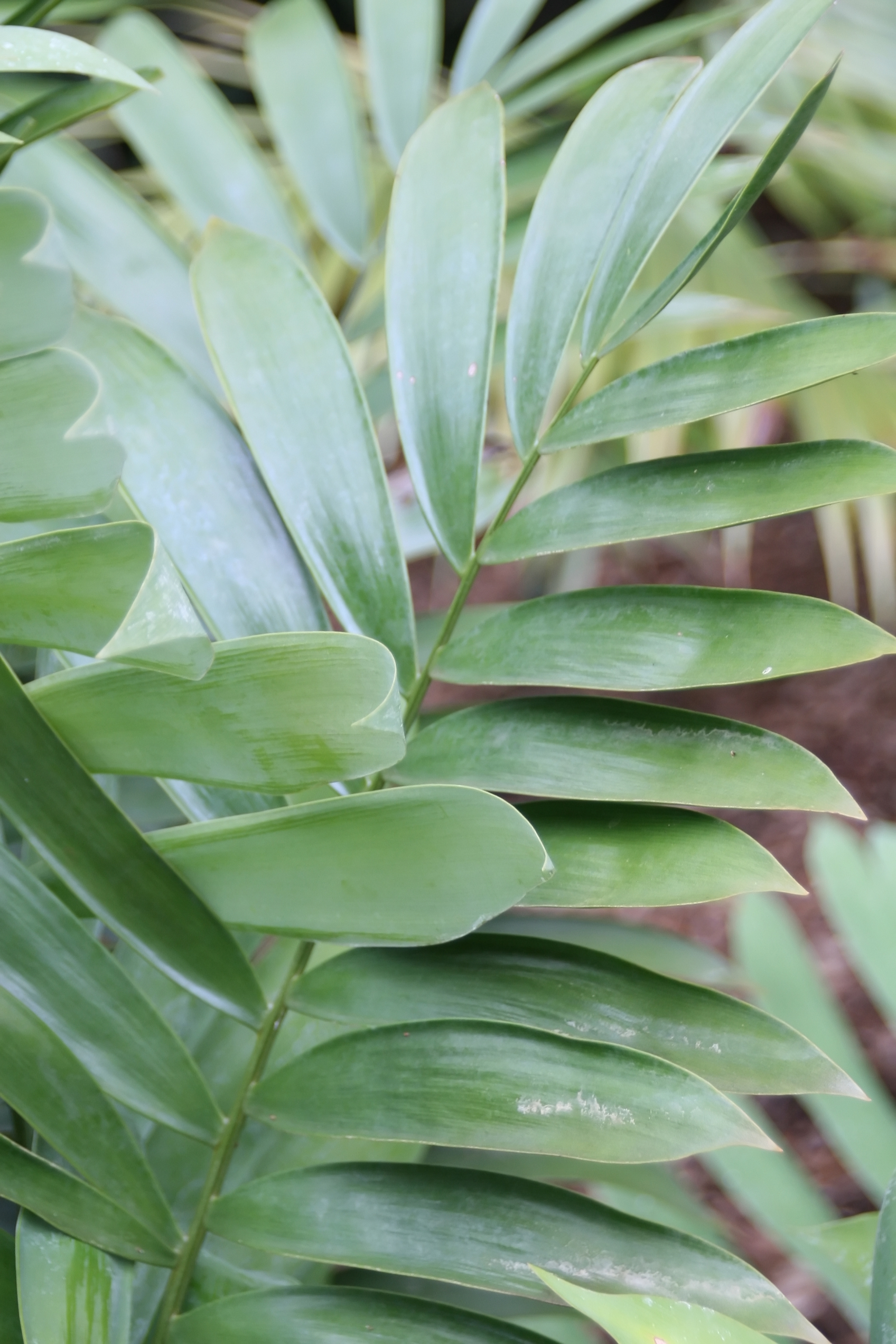
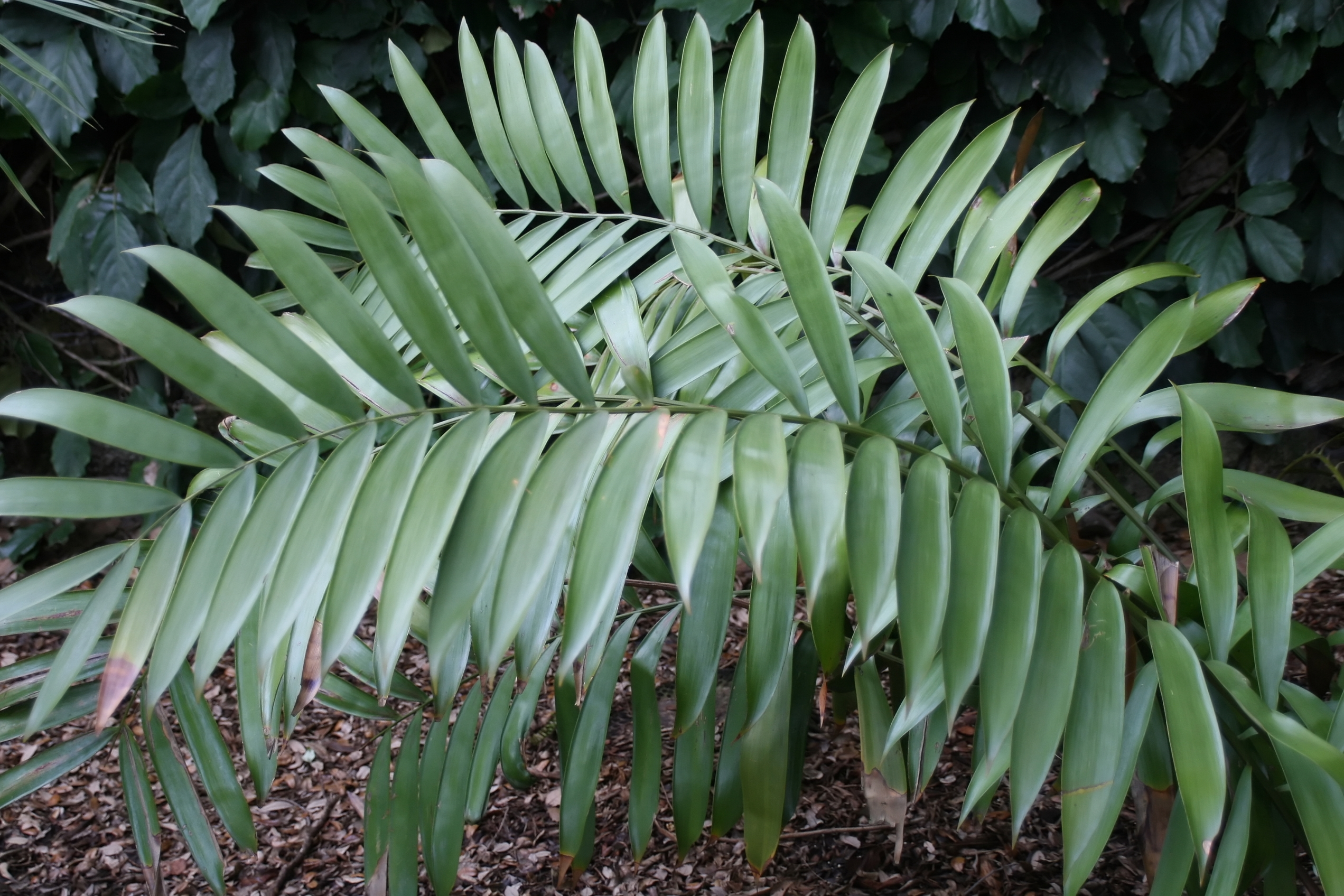
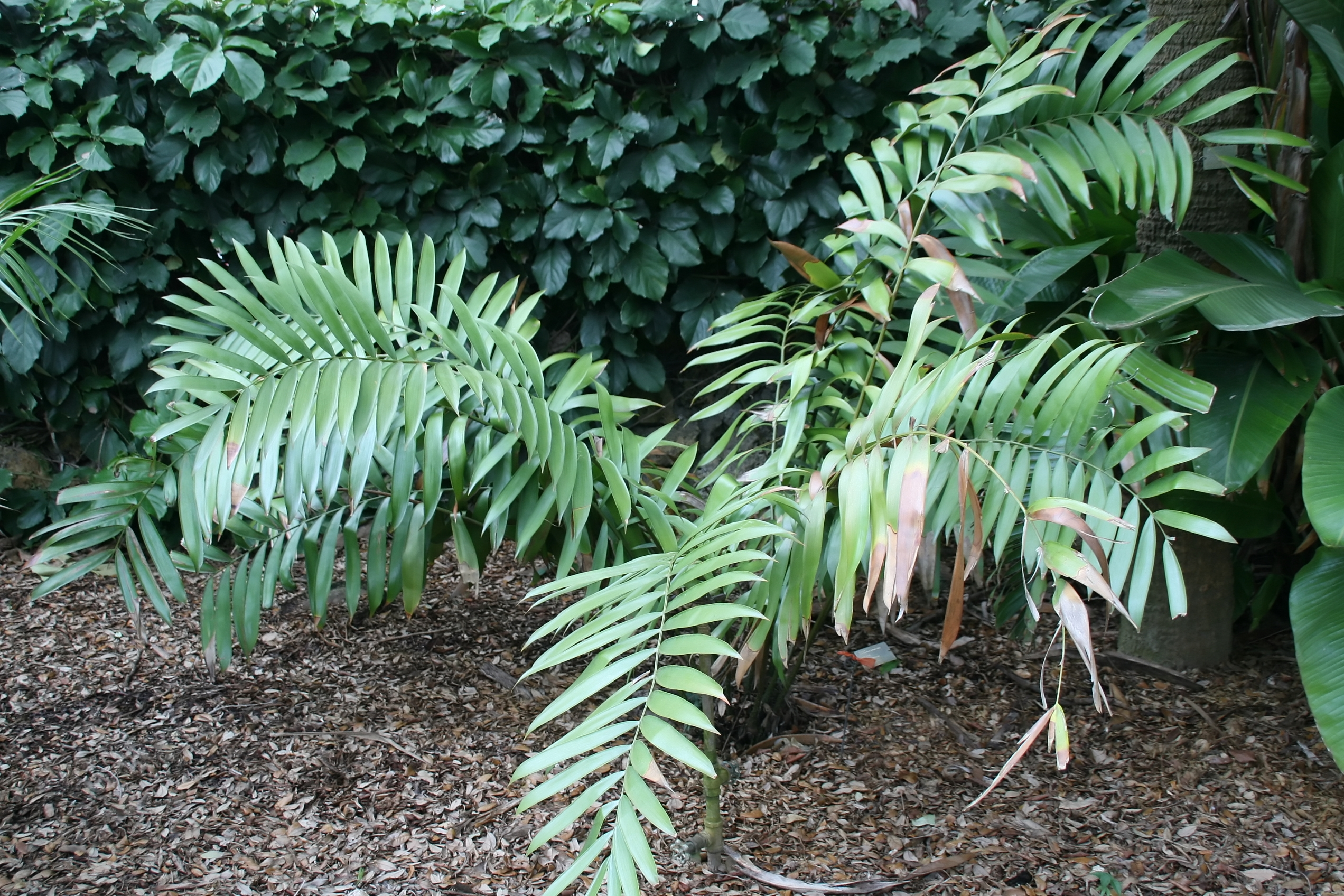
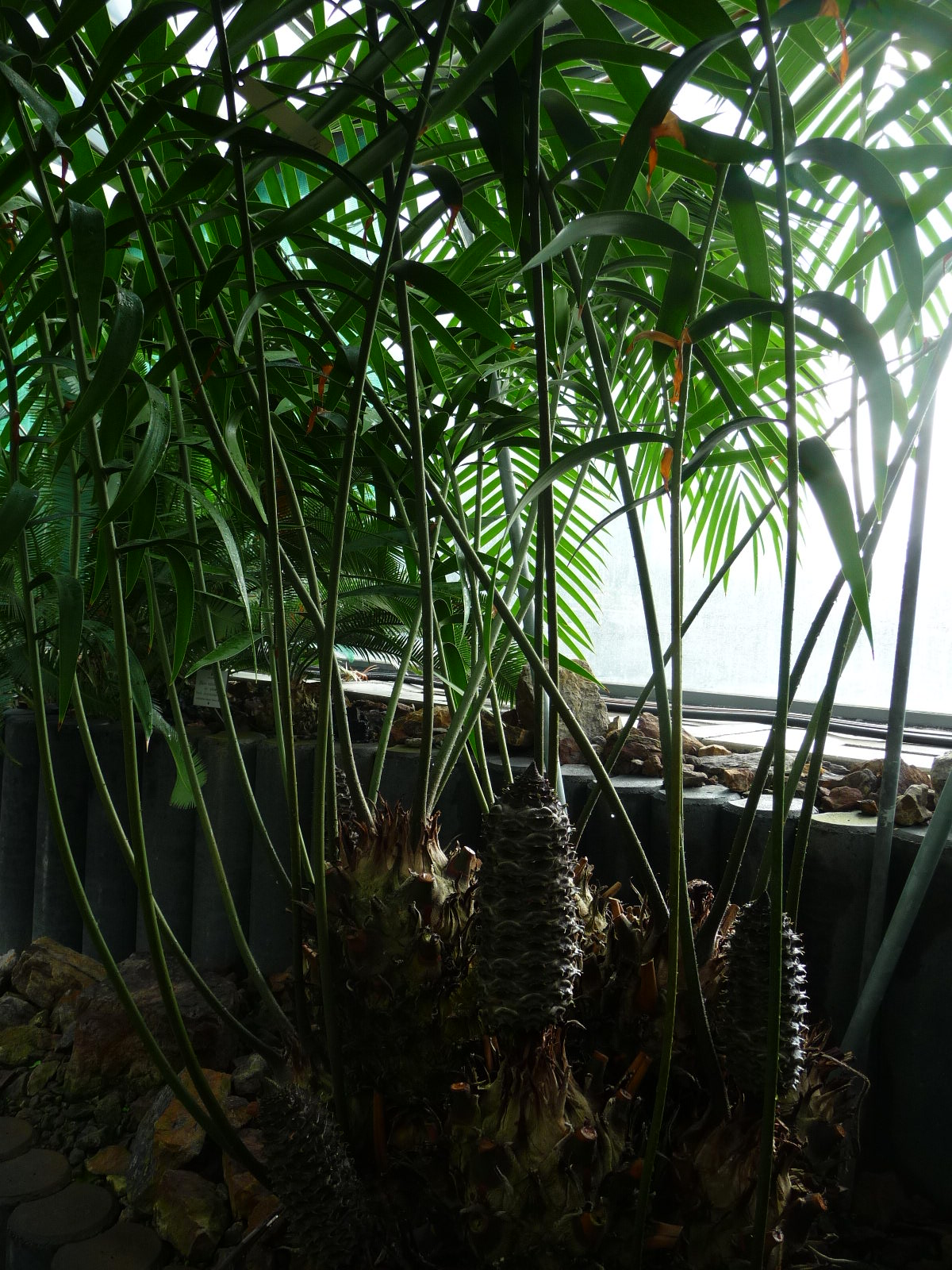